# Gedächtnisambulanz
Eine Gedächtnisambulanz (auch Memory Clinic, Gedächtnissprechstunde) ist eine Einrichtung spezialisiert auf die Feststellung und Behandlung von Hirnleistungsstörungen. Neben Gedächtnisstörungen kann dies beispielsweise eine Störung der Handlungsplanung oder der Orientierung sein (s. u.). Die Gründe für eine solche Hirnleistungsstörung sind vielfältig, neben Demenzen sind auch Depressionen oder Stress ein häufiger Grund.
In einer Gedächtnisambulanz steht die Frühdiagnostik im Mittelpunkt. Ziele der Gedächtnisambulanz sind eine Diagnose für den Patienten und Unterstützungsmöglichkeiten für die Angehörigen aufzuzeigen.
Zu diesem Zweck finden ausführliche Untersuchungen und eine neuropsychologische Testung statt. Idealerweise werden auch die Angehörigen befragt (Fremdanamnese). Darüber hinaus werden im Verlauf meist bildgebende Verfahren (cCT, cMRT) sowie eine Analyse des Nervenwassers durchgeführt (Lumbalpunktion). Viele Ambulanzen bieten neben der Diagnostik auch Unterstützungsangebote für Patienten und Angehörige an (z. B. Angehörigengruppen).

## Historie
In Deutschland gibt es rund 160 solcher Gedächtnisambulanzen, oft angeschlossen an größere Kliniken.
Als eine der ersten Gedächtnisambulanzen im deutschsprachigen Raum eröffnete im März 1991 die Memory Clinic in Essen, nachdem schon in den 1980er Jahren erste Ambulanzen im europäischen Raum eröffnet worden waren, in London (1983) und Basel (1986).

## Ablauf eines Besuchs
Ein Besuch in einer Gedächtnisambulanz ist ähnlich wie der Besuch einer Facharztpraxis, da man dort mit Termin ambulant erscheint. Die Dauer kann variieren, für einen Erstbesuch sollte man mehrere Stunden einplanen. Die Patienten werden von einem multiprofessionellen Team aus Ärzten, (Neuro)-Psychologen, Therapeuten und Fachkräften untersucht.
Im Verlauf des Besuchs durchläuft ein Patient mehrere Stationen. So ist neben dem Erstgespräch eine neuropsychologische Testung und eine körperliche/neurologische Untersuchung Teil des Besuchs.
Im Erstgespräch (Anamnese) geht es um den Beginn und das Ausmaß der kognitiven Störungen, sowie um die Vorgeschichte des Patienten, insbesondere um soziale Faktoren und Vorerkrankungen. Auch die begleitenden Angehörigen werden zur Einschätzung herangezogen (Fremdanamnese).
In der neuropsychologischen Testung werden die verschiedenen kognitiven Domänen untersucht (Gedächtnis, Aufmerksamkeit, Orientierung, Sprache, exekutive Funktionen, Visuokonstruktion (DSM 5)). Hierbei kommen verschiedene neuropsychologische Tests zum Einsatz. Einfache Screeningtests ermöglichen eine erste Einschätzung (MMS, MoCA, Uhrentest). Zur weiteren Differenzierung wird ein ausführlicher Test durchgeführt (CERAD, ACE).
Da es sich bei einer Demenz um eine neurodegenerative Erkrankung handelt, bei der Nervenzellen im Hirn absterben, geht man grundsätzlich von einem progressiven Verlauf aus. Aus diesem Grund empfehlen sich Verlaufskontrollen, um das Ausmaß der kognitiven Beeinträchtigung zu überprüfen. Auch im Rahmen einer präventiven Aktion (aufgrund von Demenzfällen in der Familie, subjektiver Beeinträchtigung) empfiehlt sich eine Kontrolle über die Zeit hinweg.